# Хрестовий корінь лікарський
Хрестовий корінь лікарський, кнік бенедиктинський, хрестовий корінь бенедиктинський (Cnicus benedictus, синонім Carduus benedictus) — однорічна, рідше дворічна павутинистоволохата трав'яниста рослина родини айстрових (складноцвітих).
Стебло прямостояче, колюче, липкозалозисте, 30—50 см заввишки, з полеглими гілками. Листки сірувато-зелені, перистороздільні або зубчасто-лопатеві, з колючками на зубчиках; прикореневі листки до основи звужені в крилатий черешок, стеблові — чергові, сидячі.
Квітки дрібні, трубчасті, жовтаві, зібрані одиничними кошиками на верхівці стебла й кінцях гілок; обгортка з жовтавих колючих листочків. Плід — сім'янка. 
Цвіте у червні — липні.

## Поширення
Дико росте на Кавказі і в Середній Азії. В Україні рослину розводять у садах. 
Інколи дичавіє.

## Заготівля і зберігання
Для виготовлення ліків використовують траву (лат. Herba Cnici benedicti, синонім — Herba Cardui benedicti), яку заготовляють під час цвітіння рослини. Збирають верхівки стебел і прикореневі листки. 
Сушать на вільному повітрі в затінку або в сушарках при температурі, не вищій за 45°. Сухої сировини виходить 20—25 %. Зберігають у сухому приміщенні. 

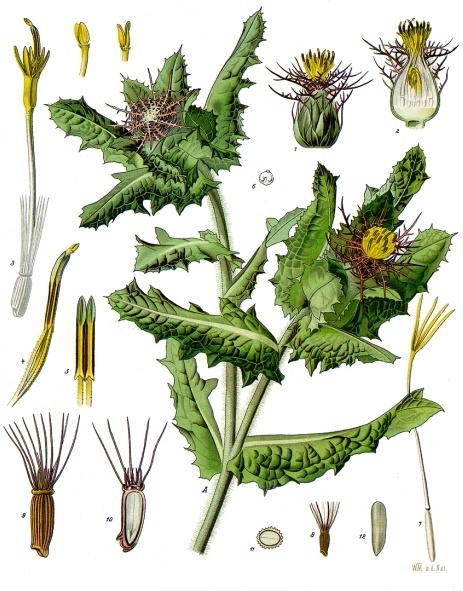

## Хімічний склад
Трава кніку бенедиктинського містить сесквітерпеновий лактон кніцин (0,2 % ), гіркі й дубильні речовини, смоли (5%), стерини, слиз, ефірну олію, аскорбінову кислоту.

## Фармакологічні властивості і використання
В науковій медицині настій трави рослини використовують як засіб, що збуджує апетит і поліпшує травлення. Ці властивості рослини зумовлені наявністю в ній глікозиду кніцину, який у терапевтичних дозах підвищує чутливість до смакових подразників, стимулює виділення шлункового соку і зменшує ферментацію в кишках; великі дози спричинюють печіння, блювання, коліки і пронос.
У народній медицині рослину використовують при подагрі, жовтяниці, запорах, атонії шлунково-кишкового тракту 
після запальних процесів, при бронхіальній астмі, катарах дихальних шляхів і як засіб, що стимулює нервову систему і регулює менструальний цикл. Суміш потовченої свіжої трави з хлористим амонієм використовують для лікування раку шкіри.